# Заєць сірий
Заєць сірий, або русак (Lepus europaeus) — вид ссавців ряду зайцеподібні. Дуже поширений в Україні.
Зазвичай ці нічні та полохливі тваринки змінюють свою поведінку навесні під час гону, коли їх можна побачити вдень за переслідуванням один одного в полях. Протягом цього весняного божевілля вони іноді б'ють один одного лапами («боксують»). Зазвичай це не змагання між самцями, а швидше зайчиха, що вражає самця, аби показати, що вона ще не готова спаровуватися або випробовує його рішучість. Самиці гніздяться у поглибленнях на поверхні землі, а не в норі, а молодь стає активною одразу як народжується.

## Морфологічні ознаки
Довжина тіла 55—70 см, довжина клиноподібного хвоста 8—12 см, вага 4—10 кг. Задні ноги в русака набагато довші за передні, ступні вузькі і витягнуті, повністю вкриті шерстю. Вуха довгі, ланцетоподібні, пригнуті до голови, заходять далі, ніж кінець морди; по зовнішньому краю вуха йде темна смуга.
Влітку хутро зайця сірого кольору, жовто-руде з боків і бурувате на спині, а на зиму воно біліє з боків, на відміну від зайця-біляка, у якого хутро взимку чисто біле, за винятком вух. Вуха значно довші, ніж у біляка. Відігнуті вперед, вони заходять на кінчик носа. Хвіст також довгий, зверху чорний, знизу білий.

## Особливості біології
На пухкому снігу відбитки слідів задніх лап сягають ширини 6 см, пальці трохи розходяться в сторони. Він рідше, ніж заєць-біляк, петляє і здвоює сліди, повертаючись по власному сліду назад.

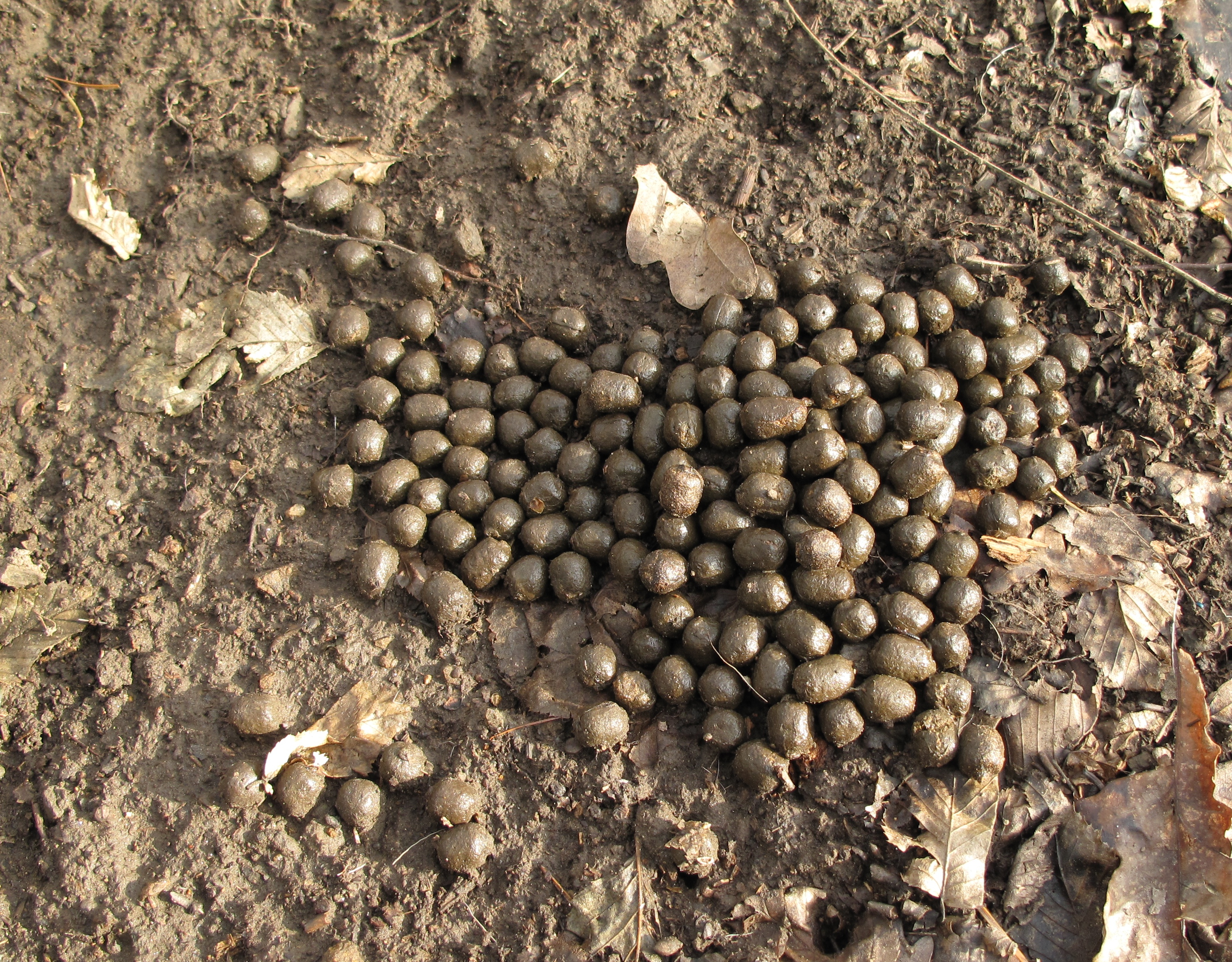
Заячий послід

Екскременти кулястої, горіхоподібної форми, зустрічаються поодиноко або купками; як правило вони темніші, ніж у біляка.
Заєць сірий надає перевагу місцевості, де сільськогосподарські угіддя посідають 50 % і більше, а також місцям з таким мікрорельєфом, де товщина снігу не перевищує 30 см.
Заєць сірий активний цілий рік. Протягом доби — найбільше в нічний час. Зайці витрачають третину свого життя на пошук їжі. У денний час вони ховаються в заглибленнях у землі, які частково приховано. Тваринки можуть бігти зі швидкістю 70 км / год, і коли вони стикаються з хижаками, то покладаються на випередження їх на відкритому просторі. Зайці зазвичай вважаються асоціальними, але їх можна побачити як у великих, так і в невеликих групах. Тваринки спілкуються одна з одною різними зоровими сигналами. Коли вони виявляють зацікавленість, то піднімають вуха, а опускання вух попереджує інших, щоби трималися осторонь. Тупотіння задніми ногами використовується, щоби попередити інших про хижаків. Заєць вищить, коли йому болить або чогось боїться, а самиці видають «гортанні» заклики для залучення дитинчат.

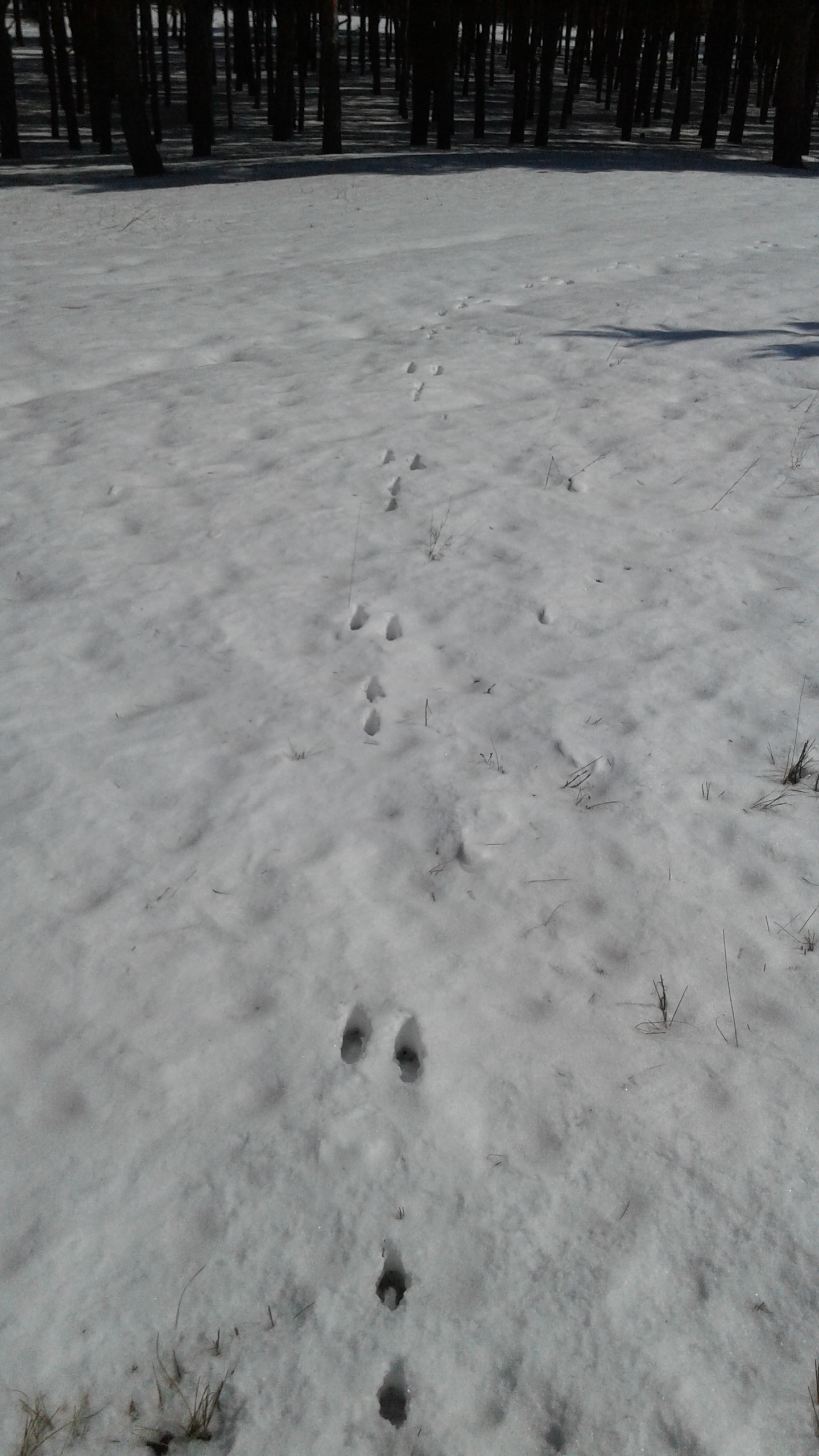
Заєць тікає від фотографа (спереду відбитки задніх ніг). Стрибки можуть досягати 2-3 метрів

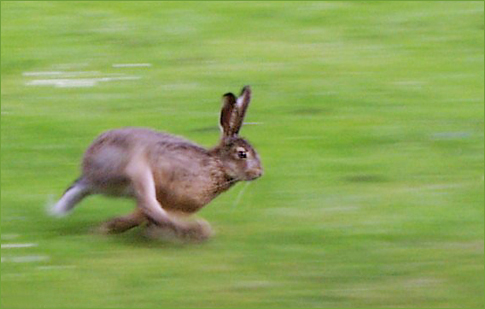
Заєць може бігти зі швидкістю до 72 км/год і стрибнути вбік у разі небезпеки на відстань до 5 метрів

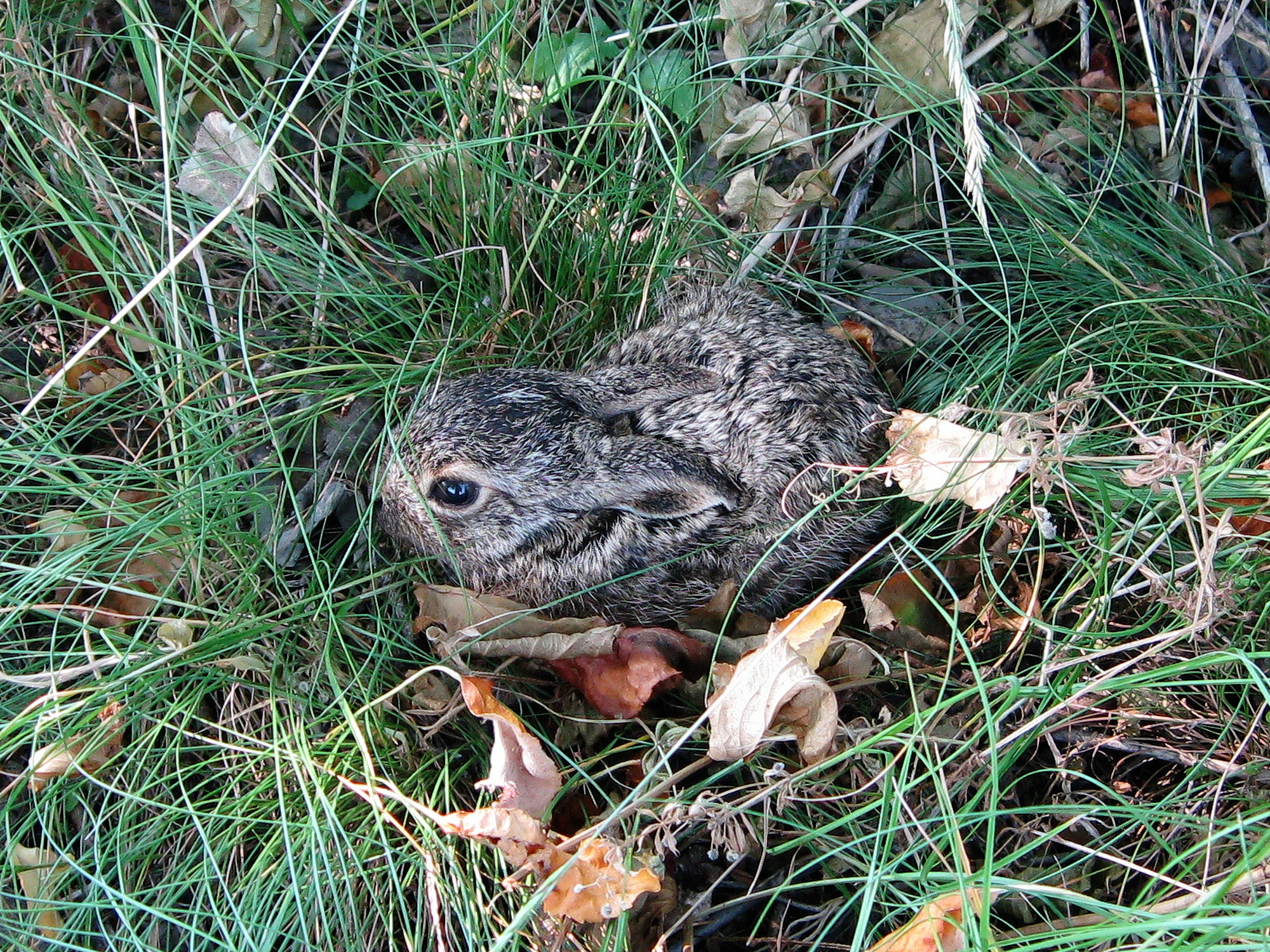
Зайченя. Запорізьке Правобережжя

Пересувається заєць, як правило, стрибками, викидаючи вперед задні лапи далі, ніж передні, причому на ґрунті утворюється властивий для заячих слідів малюнок: сліди передніх ніг знаходяться позаду задніх, і всередині, між слідами задніх. Непогано плаває і здатен пересуватися по нахилених деревах.
Заєць сірий живиться переважно зеленими соковитими та прив'яленими травами, бур'янами, взимку — молодими гілками, бруньками і корою чагарників, озиминою, а якщо випадає багато снігу, — то молодою корою зі штамбів і гілками дерев, чим завдає значної шкоди молодим садам і плодовим розсадникам (це відбувається через зменшення площ природного середовища для життя зайців). З плодових порід зайці пошкоджують яблуню, грушу, абрикосу, сливу, персик і вишню. Пошкоджені дерева значно слабшають, а в разі кільцевого обгризання кори зовсім гинуть. 
Період розмноження розтягнутий з березня до вересня (2—3 рази на рік). Перший гін відбувається наприкінці зими, в лютому—березні. Вагітність триває 40—50 днів і зайченята народжуються зрячими і вкритими шерстю (2—9, найчастіше 3—4) наприкінці березня або в квітні. Дорослими вони стають навесні наступного року.
Заєць сірий змінює своє хутро 2 рази на рік: навесні (березень—квітень) та восени (жовтень—листопад).
Звірята можуть жити до дванадцяти років.

## Стосунки з людьми
Тваринка є дуже полохливою, але в місцях, де полювання на зайців заборонено (заповідниках, тощо), вона спокійно може жити безпосередньо поруч з людьми. У разі смертельної небезпеки (наприклад, втечі від зграї бродячих псів) молодий заєць може бігти до людей, навіть забігти у двір і десь заховатися, перечекати. 

### У народній творчості, літературі та мистецтві

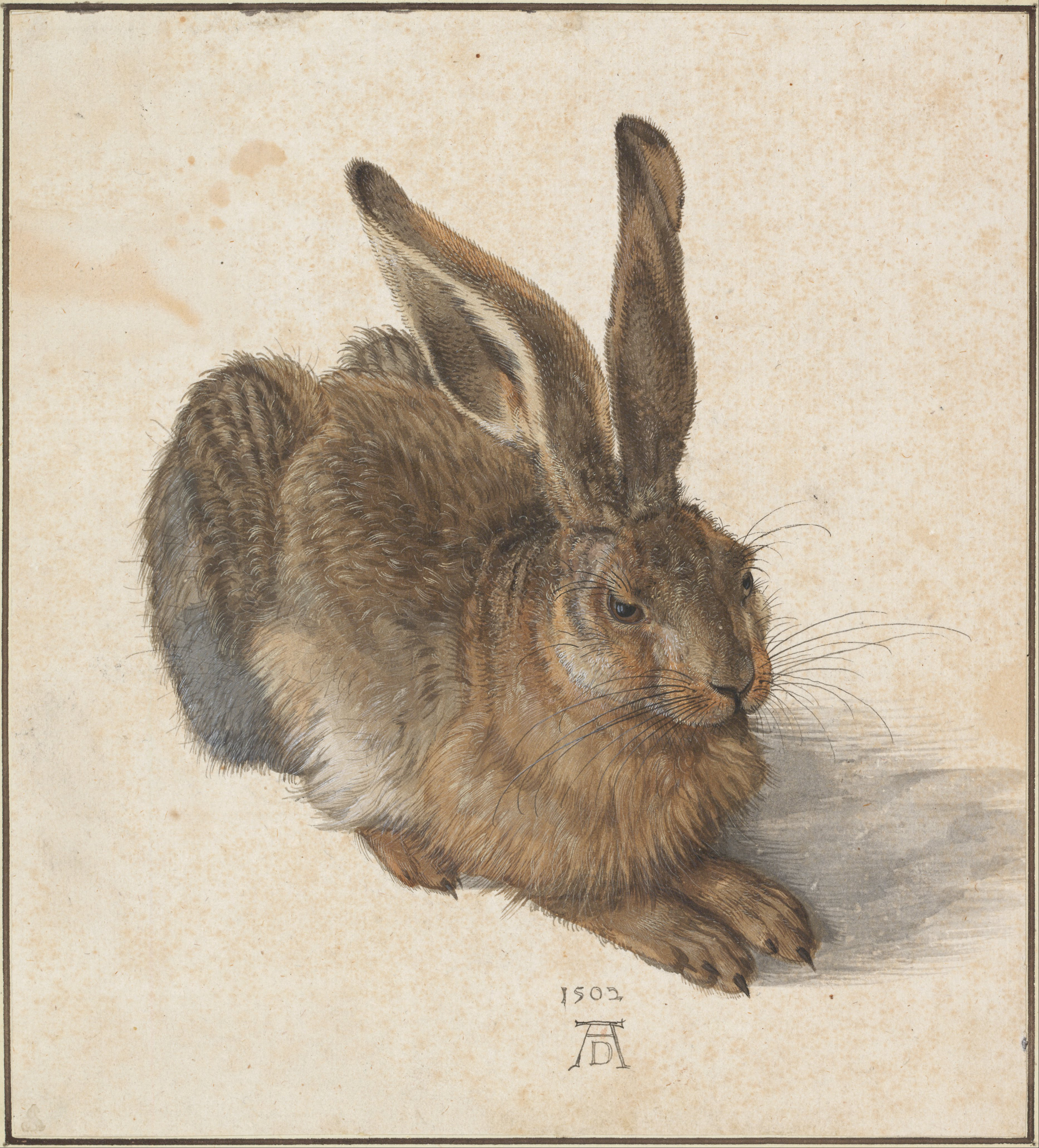
Німецький художник епохи Відродження Альбрехт Дюрер реалістично зобразив зайця у своїй акварелі 1502 року «Молодий зайчик».

Заєць є героєм багатьох українських народних казок: «Зайчик та їжачок», «Зайчикова хатка», «Про зайчика і лисичку» (Подніпров'я), «Як подружилися зайчик із ведмедиком» (Полтавщина), «Лисичка і зайчик» (Бойківщина), «Про маленького зайчика» та інших, де заєць — полохливий боягуз, і водночас він добре звірятко, яке може стати у пригоді.
Використовував образ зайця у своїх творах і видатний український поет, науковець і письменник Іван Франко.
Заєць також є персонажем деяких алегоричних байок, таких як «Черепаха та заєць» Езопа. Ця історія була прикладена до філософської проблеми Зенона Елейського, яка створила парадокс для підтримки нападу Парменіда на ідею безперервного руху, оскільки кожен раз, коли заєць (або герой Ахіллес) переміщається туди, де була черепаха, вона вже перебуває трохи далі.
В Європі заєць був символом родючості принаймні з часів Стародавньої Греції. Греки пов'язували його з богами Діонісом, Афродітою й Артемідою, а також з сатирами і амурами. Християнська церква співвідносила зайця зі хтивістю, але також зв'язувала з переслідуванням церкви через часте полювання на нього.
У Північній Європі великодні образи, часто містили зайців або кроликів. У власному вивченні участі зайця у народних звичаях і міфології 19-го століття Чарльз Дж. Білсон змальовує народні звичаї за участю зайця навколо Пасхи Північної Європи і стверджує, що заєць був, ймовірно, священною твариною, наприклад, на доісторичному британському святі весни. Спостереження за весняною поведінкою зайця під час гону призвело до поширеного англійського прислів'я: «дурний, як березневий заєць». Навіжений заєць з'являється у творі «Аліса у Дивокраї» Льюїса Керрола, в якому Аліса бере участь у шаленому чаюванні з цим Березневим Зайцем і Прицюцькуватим Капелюшником.